# 澳門壁球公開賽
澳門壁球公開賽（英語：Macau Open Squash）由澳門壁球總會主辦的壁球賽事，是世界職業壁球協會認可的世界系列賽；男子賽事始於1997年，女子賽事則是2001年。
現時每年的壁球公開賽，四強及決賽所搭建的玻璃場館，均是向香港租借，令玻璃場館每年只出現一次，其餘本地賽事只能在室內壁球館上演。

## 歷史
澳門壁球公開賽是亞洲唯一在戶外舉辦的壁球賽﹐2001年男子賽事升格為四星半比賽﹐總獎金增加至42500美元﹔新辦的女子賽為銀星級比賽﹐總獎金亦有17000美元。 男､女子組比賽規則均以國際規定為準則﹐採單淘汰制。男子組以所有參賽者在世界排名榜最高的11名﹐加上澳門的楊社傳以外卡身份直接入十六強﹐其餘參賽者經外圍賽爭奪四席晉級十六強資格。
闊別七年的澳門壁球公開賽再次在本澳舉行，主辦單位在11月21日體發局舉行記者會，介紹有關比賽詳情。賽事分男子壁球員協會五星賽及世界女子壁球員協會巡迴賽，由於比賽成績直接影響世界排名，因此，來自世界各地50多位好手亮相濠江，包括現時男子世界排名第二的埃及選手戴域治、第三的法國好手基尼他亞；女子則有世界排名十五的香港選手趙詠賢、第十八位的墨西哥球手達雲等。比賽於2008年11月25日起在路氹新城國際體育綜合體保齡球中心壁球室進行外圍賽及初賽，準決賽及決賽於南灣湖水上活動中心蓋建的四面玻璃壁球場舉行。為提升澳門壁球運動員的水平，本澳派出歐文道、陳澤賢、劉子恆、梁紹權出戰世界男子五星賽；黃逸晴、陳思敏、瀋曦彤三名將參加世界女子巡迴賽。
澳門壁球總會主辦、體發局贊助的澳門壁球公開賽2011，一連四天在澳門路氹新城保齡球中心壁球館舉行，男子組為世界職業壁球員協會認可之超級壁球巡迴賽的四星級賽事，總獎金達50000美元，對於一級世界球手來說，又是一次爭奪世界排名分數且提升個人排名的機會；女子組為世界女職業壁球協會認可之銀星賽事，總獎金20000美元，參賽球員包括男子世界排名20名內、女子世界排名前50的球手。

## 歷屆優勝者
| 年份                   | 比賽地點           | 比賽地點           | 男子組冠軍                     | 最終比數                | 男子組亞軍                    | 女子組冠軍                 | 最終比數               | 女子組亞軍                   |
| 年份                   | 外圍賽及初賽       | 準决賽及决賽       | 男子組冠軍                     | 最終比數                | 男子組亞軍                    | 女子組冠軍                 | 最終比數               | 女子組亞軍                   |
| ---------------------- | ------------------ | ------------------ | ------------------------------ | ----------------------- | ----------------------------- | -------------------------- | ---------------------- | ---------------------------- |
| 1997年 10月27日至29日  | 氹仔凱悅酒店壁球室 | 氹仔凱悅酒店壁球室 | 簡化謙（Faheem Khan）          | 15—11 11—15 —3 15—11    | 沙非也（Oriol Salvia）        | 未開設                     | 未開設                 | 未開設                       |
| 1998年 11月23日至25日  | 氹仔凱悅酒店壁球室 | 氹仔凱悅酒店壁球室 | 簡化謙（Faheem Khan）          | 15—11 17—15 15—4        | 古狄（Ben Gould）             | 未開設                     | 未開設                 | 未開設                       |
| 2000年 11月2日至5日    | 氹仔凱悅酒店壁球室 | 議事亭前地         | 伊寶路萊斯（Omar Elborolossy） | 17—16 15—10 17—15       | 王明喜（Ong Beng Hee）        | 未開設                     | 未開設                 | 未開設                       |
| 2001年 11月1日至4日    | 氹仔凱悅酒店壁球室 | 大三巴前地         | 王明喜（Ong Beng Hee）         | 15—10 15—11 15—4        | 加迪斯（Stefan Casteleyn）    | 奧雲絲（Carol Owens）      | 9—5 9—5 9—0            | 布蓮（Stephanie Brind）      |
| 2008年 11月26日至30日  | 保齡球中心壁球室   | 南灣湖水上活動中心 | 基尼他亞（Gregory Gaultier）   | 11—2 11—5 11—4          | 戴域治（Karim Darwish）       | 比雅斑（Suzie Pierrepont） | 11—6 7—11 —9 9—11 —4   | 達雲（Samantha Teran）       |
| 2011年 11月8日至13日   | 保齡球中心壁球室   | 保齡球中心壁球室   | 蘇巴基（Mohamed El Shorbagy）  | 11—13 11—5 11—5 11—7    | 尼古（Thierry Lincou）        | 陳浩鈴（Joey Chan）        | 11—8 11—6 11—9         | 比歷姬（Aisling Blake）      |
| 2012年 10月16日至21日  | 保齡球中心壁球室   | 媽閣廟前地         | 載域治（Karim Darwish）        | 9—11 —7 10—12 11—4 11—9 | 蘇巴基（Mohamed El Shorbagy） | 祖雅姬（Joelle King）      | 11—5 11—1 9—11 6—11 —6 | 嘉維（Omneya Abdel Kawy）    |
| 2013年 10月14日至20日  | 保齡球中心壁球室   | 友誼廣場           | 莫奧馬（Omar Mosaad）          | 11—8 4—11 9—11 —9 11—8  | 格蘭特（Adrian Grant）        | 栢麗卡（Dipika Pallikal）  | 12—10 5—11 —7 11—9     | 格麗素（Rachael Grinham）    |
| 2014年 10月21日至26日  | 保齡球中心壁球室   | 友誼廣場           | 慕文（Tarek Momen）            | 6—11 —5 11—7 4—11 12—10 | 莫奧馬（Omar Mosaad）         | 妮高（Nicol David）        | 11—8 11—2 11—8         | 艾慧莉莉（Raneem El Welily） |
| 2015年 9月15日至20日   | 保齡球中心壁球室   | 友誼廣場           | 李浩賢（Max Lee）              | 11—9 11—6 11—0          | 達蘇基（Fares Dessouki）      | 娜芳（Laura Massaro）      | 11—8 11—3 11—9         | 喬哈爾（Nouran Gohar）       |
| 2016年 9月12日至18日   | 保齡球中心壁球室   | 西灣湖廣場         | 沙比（Daryl Selby）            | ——                      | 李浩賢（Max Lee）             | 祖雅絲（Joelle King）      | 5—11 —8 11—3 11—9      | 歐詠芝（Annie Au）           |
| 2017年 9月19日至24日   | 保齡球中心壁球室   | 友誼廣場           | 穆赫布哈（Mohamed Abouelghar） | 11—1 11—4 11—4          | 高素（Saurav Ghosal）         | 蘿雲歌雅（Nouran Gohar）   | 13—11 11—7 12—10       | 祖雅絲（Joelle King）        |
| 2018年 3月27日至4月1日 | 保齡球中心壁球室   | 塔石廣場           | 葉梓豐（Yip Tsz Fung）         | 9—11 6—11 —4 11—5 11—7  | 莫奧馬（Omar Mosaad）         | 蘿雲歌雅（Nouran Gohar）   | 11—8 11—8 9—11 —7      | 莎漢林（Salma Hany）         |
| 2019年 4月10日至14日   | 保齡球中心壁球室   | 塔石廣場           | 迪亞高（Diego Elías）          | 11—3 11—4 11—9          | 莫奧馬（Omar Mosaad）         | 歐詠芝（Annie Au）         | 11—5 13—11 11—8        | 劉薇雯（Low Wee Wern）       |

## 腳註

## 外部連結
- 澳門壁球總會官方網頁 （页面存档备份，存于）